# Nagy héjabagoly
A nagy héjabagoly (Ninox strenua) a madarak osztályának a bagolyalakúak (Strigiformes) rendjéhez, a bagolyfélék (Strigidae) családjához tartozó faj.

## Rendszerezése
A fajt John Gould angol ornitológus írta le 1846-ban, az Athene nembe Athene strenua néven.

## Előfordulása
Ausztrália keleti tengerpart közeli részein honos. Természetes élőhelyei a nyílt erdők, védett vízmosások, különösen a vízfolyások mentén. Néha előfordul nyílt térségekhez közeli erdőkben, valamint a mezőgazdasági területeken, parkokban és a külvárosi részeken is.

## Megjelenése
Testhosszúsága 45-65 centiméter, szárnyfesztávolsága 112-135 centiméter, testtömege 1050–1600 gramm.
|  |

## Életmódja
Fán és földön élő emlősökkel és madarakkal táplálkozik.

## Szaporodása
A pár egész évben együtt van. Fészkét magas, odvas fákba készíti. Fészekalja 1-2 tojásból áll.

## Természetvédelmi helyzete
Az elterjedési területe nagyon nagy, egyedszáma 2200-2800 példány közötti, viszont stabil. A Természetvédelmi Világszövetség Vörös listáján nem fenyegetett fajként szerepel.